# Улица Маяковского (Самара)
У́лица Маяко́вского проходит в Ленинском районе городского округа Самара. Начинаясь от набережной реки Волги и Волжского проспекта («Маяковский спуск»), пересекает улицы: Молодогвардейскую, Галактионовскую, Самарскую, Садовую, Ленинскую, Пушкина, Арцыбушевскую, Буянова. Заканчивается около Губернского рынка пересечением с улицей Михаила Агибалова.
Параллельно проходят улицы Ярмарочная и Чкалова.

## Происхождение названия
Бывшая Торговая улица, улица имени «Известий». Переименована 10 апреля 1940 года в честь советского поэта Владимира Маяковского, который побывал в Самаре дважды — в 1914 году и в январе 1927 года.

## Здания и сооружения

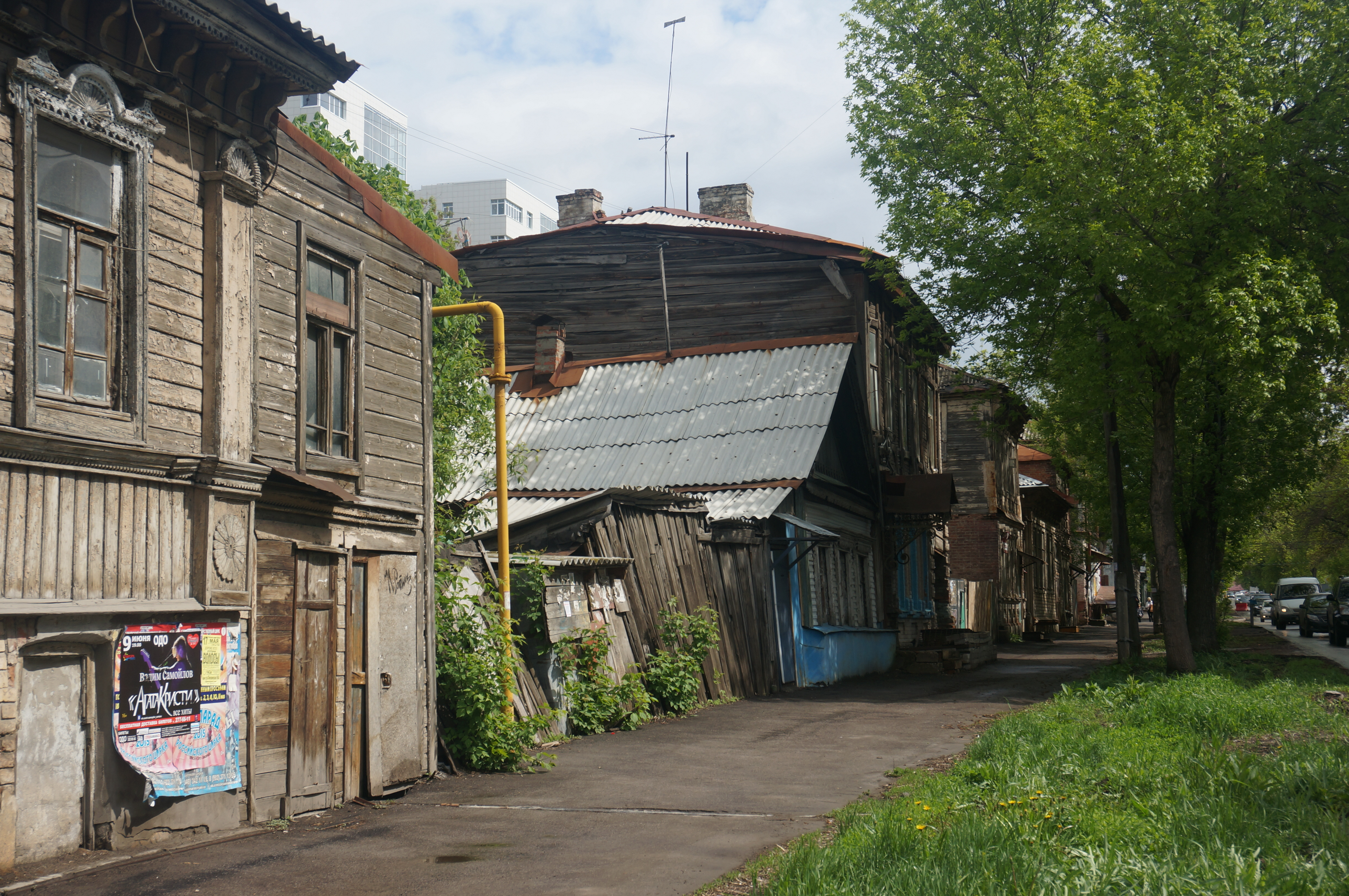

- № 2 — Жилой дом управления МВД, 1958 г, архитектор Александр Щербачёв
- № 11 — Храм Георгия Победоносца, 2002 г, архитектор Юрий Харитонов. Рядом с храмом установлен памятник православным покровителям семьи и брака Пётру и Февронии
- Самарский цирк имени Олега Попова, 1969 год, построен по типовому проекту Саломеи Гельфер. (Молодогвардейская, 220)
- № 5 Волжская территориальная генерирующая компания. Здание построено в 1978 г.
- Старая аптека
- Офис ГК Волгатрансстрой[1]
- Учебно-курсовой комбинат.
- Губернский рынок (у. Агибалова, 19)[2]

### Утраченные здания
- Стадион «Буревестник» существовал в 1937—2010 годах на пересечении улиц Буянова и Маяковского.

## Транспорт
- Троллейбус — № 4, 15 (линия по ул. Агибалова, остановка «Губернский рынок»)[3]

В районе Самарской площади планировали построить станцию метро «Самарская» с выходом к ул. Маяковского, но проект станции убрали из-за строительства станции метро Театральная.

## Почтовые индексы

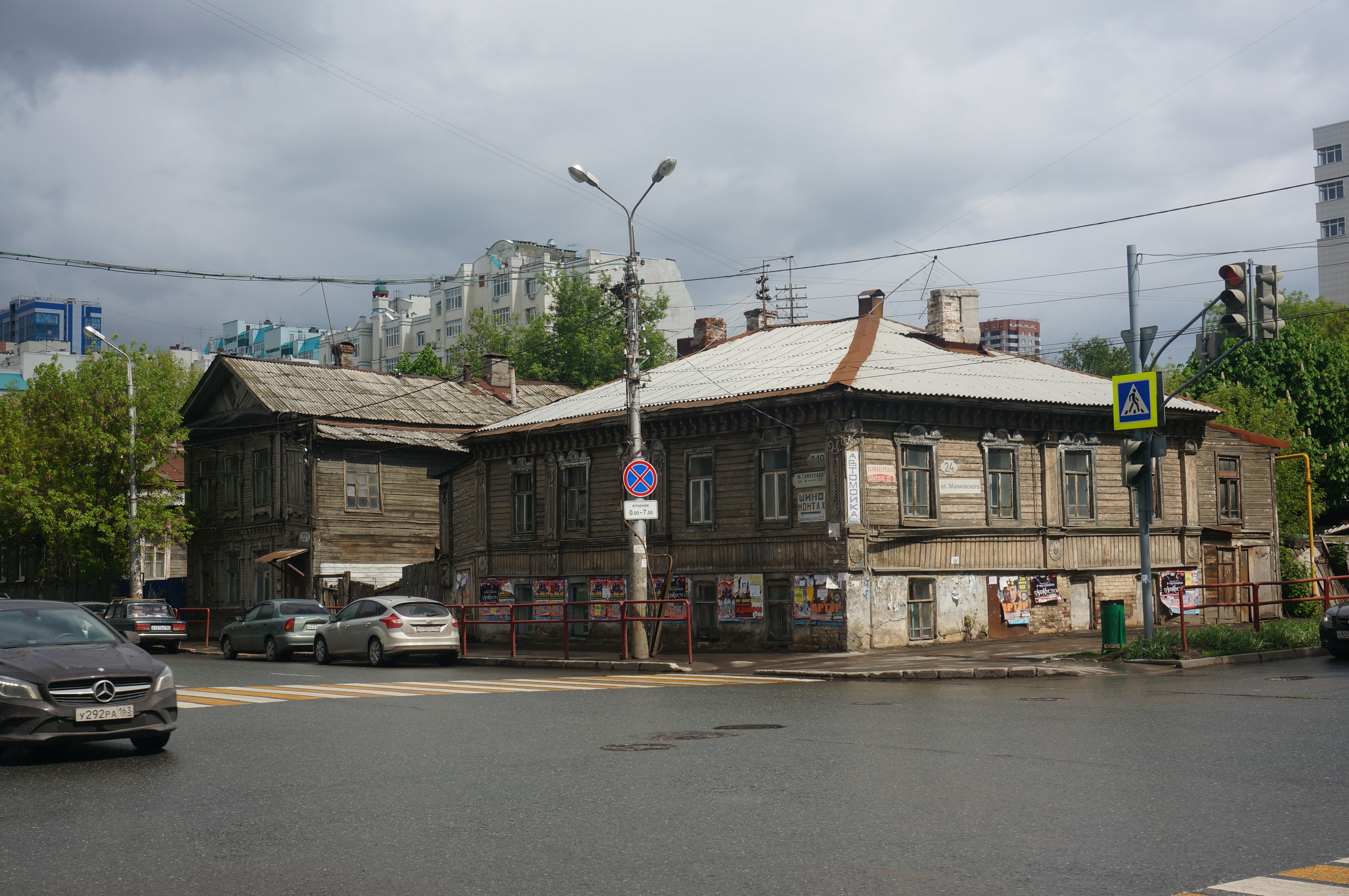
Улица Маяковского, дом 24

- 443001: чётные дома (24—82), нечётные (21—85)
- 443071: 2
- 443030: нечётные дома (89—97)
- 443100: чётные дома (12—20), нечётные (15—19)[5]

## Интересные факты
От улицы Маяковского отходит самая короткая улица Самары — Прибрежная, состоящая из одного дома № 10. Ранее
эта улица была заасфальтирована и соединялась с Чкаловским спуском, в наше время она существует только на карте.